# Pleumartin
Pleumartin é uma comuna francesa na região administrativa da Nova Aquitânia, no departamento de Vienne. Estende-se por uma área de 23,92 km². Em 2010 a comuna tinha 1 245 habitantes (densidade: 52 hab./km²).